# Smart (марка аутомобила)
Смарт је немачки произвођач микроаутомобила, подружница компаније Дајмлер, са седиштем у Беблингену. Смарт је на тржишту рангиран у класу микро и мини аутомобила, са производним погонима у Хамбаху, у Француској и у Новом Месту, у Словенији.
Почетак стварања аутомобила Смарт започиње у Швајцарској, када је генерални директор Своча Николас Хајек дошао на идеју да поседује аутомобил који ће носити назив компаније Swatchmobile. Смарт представља скраћеницу од Своча, компанија која производи сатове и Мерцедеса: Swatch Mercedes ART. Да би остварили своје жеље, прво је контактиран Фолксваген, који одбацује понуду због финансијских проблема. Дајмлер прихвата понуду и започиње пројекат под називом Micro Compact Car AG. Од 2002. године компанија носи назив Smart GmbH.
Бренд је присутан у 46 земаља широм света. Модел Fortwo је премашио 1,7 милиона јединица до почетка 2015. године.

## Галерија
- Smart Roadster
- Smart Fortwo
- Smart Forfour